# Herb gminy Adamów (powiat zamojski)
Herb gminy Adamów – jeden z symboli gminy Adamów, ustanowiony 8 września 2015.

## Wygląd i symbolika
Herb przedstawia na tarczy w polu zielonym dwie srebrne jodły nad którymi umieszczony jest pośrodku złoty półksiężyc, a nad półksiężycem takaż gwiazda sześciopromienna.